# 埃科尔什
埃科尔什（法語：Écorches，法語發音：[ekɔʁʃ] ⓘ）是法国奥恩省的一个市镇，属于阿让唐区。

## 地理
埃科尔什（48°52'1"N, 0°5'34"E）面积9.71 平方千米，位于法国诺曼底大区奧恩省，该省份为法国西北部内陆省份，北起顺时针与卡爾瓦多斯省、厄尔省、厄尔-卢瓦省、萨尔特省、马耶讷省和芒什省接壤。
与埃科尔什接壤的市镇（或旧市镇、城区）包括：迪沃河畔诺夫、莱尚波、蒙特勒伊-拉康布、勒勒努阿尔、圣热尔韦德萨布隆、特兰。

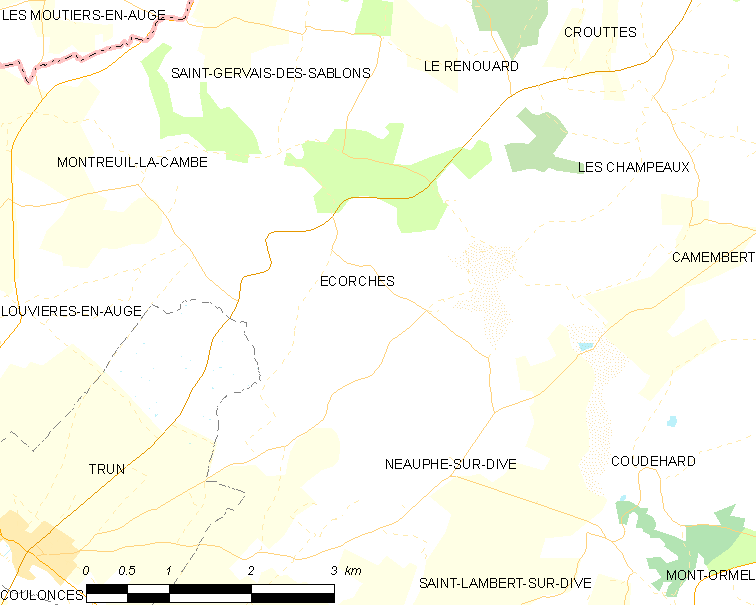
埃科尔什的OSM定位图

埃科尔什的时区为UTC+01:00、UTC+02:00（夏令时）。

## 行政
埃科尔什的邮政编码为61160，INSEE市镇编码为61152。

## 政治
埃科尔什所属的省级选区为阿让唐第二县。

## 人口

1962-2008年间埃科尔什人口变化图示

埃科尔什于2022年1月1日时的人口数量为104人。